# A winter fairy is melting a snowman
「A winter fairy is melting a snowman」（ア ウィンター フェアリー イズ メルティング ア スノーマン）は、木村カエラの16枚目（通算18作目）のシングル。

## 解説
配信限定シングル「deep beep」から4ヶ月ぶり、CDシングルとしては「Ring a Ding Dong」から半年ぶりのシングルであり、2010年（平成22年）10月の第1子出産後最初の作品。
初回生産盤には、タイトル曲のバージョン違いである「A winter fairy is melting a snowman (X'mas ver.)」の着うた無料ダウンロード用ID付きのチラシが封入される。
発売時点ではテレビ番組での披露はなかったが、ほぼ1年後の2011年（平成23年）12月23日に放送された『ミュージックステーションスペシャル スーパーライブ2011』でテレビ初披露となった。

## 批評
「A winter fairy is melting a snowman」は批評家から肯定的評価を受けている。『リッスンジャパン』の近藤陽は「キラキラしたシンセのビートとコケティッシュな魅力が印象的な作品だ。『信じる心』を歌い上げたというメロディはドリーミーでありながら、芯の強い想いに満ち溢れている。」と批評した。『hotexpress』の平賀哲雄は「楽しい冬を意識したサウンドひとつひとつが“fairy”や“snowman”や“女の子”が大騒ぎしている世界を描き、そのハッピーグルーヴは現実世界までもキラキラさせる。何ともファンタジックなポップチューンであるが、完成度の高いファンタジーはリアリティなんていう言葉を軽々と超えていき、何事にも代え難いトキメキをくれるのだ。」と批評した。『WHAT's IN?』の柳沢幹夫は「ステンドグラスに跳ね返るリズムと、銀景色に乱反射するファンタジー。“クリスマス” や“サンタ” といった言葉を使わずに、高揚と刹那の入り交じるあの感情を表現してみせた詞世界にも注目したい、最高のウインター・ポップ・チューンだ。」と批評した。『ロッキング・オン』の小松香里は"クリスマスが近づくと街が華やぎだす、あのムードが流れ出ているような曲"とし、「信じる心の強さが、絵本のようなファンタジー調で描かれている。」と批評した。

## チャート成績
2011年（平成23年）1月3日付けのBillboard JAPAN Hot 100で最高1位を記録。Adult Contemporary Airplayでは2010年（平成22年）12月20日・27日付けの2週連続1位を獲得。

## 収録曲
| #         | タイトル                                                 | 作詞               | 作曲      | 編曲      | 時間  |
| --------- | -------------------------------------------------------- | ------------------ | --------- | --------- | ----- |
| 1.        | 「A winter fairy is melting a snowman」                  | 木村カエラ、渡邊忍 | 渡邊忍    | 渡邊忍    | 5:31  |
| 2.        | 「orange」                                               | 木村カエラ、渡邊忍 | 渡邊忍    | 渡邊忍    | 4:56  |
| 3.        | 「A winter fairy is melting a snowman （instrumental）」 |                    |           |           | 5:31  |
| 4.        | 「orange （instrumental）」                              |                    |           |           | 4:56  |
| 合計時間: | 合計時間:                                                | 合計時間:          | 合計時間: | 合計時間: | 20:54 |

## 楽曲解説
1. A winter fairy is melting a snowman#:NTTドコモCMソング
「LINE MUSIC」CMソング（2017年）
2. orange
東宝配給アニメ映画『チェブラーシカ』主題歌
3. A winter fairy is melting a snowman （instrumental）
4. orange （instrumental）

## 収録アルバム
- 8EIGHT8 (#1,2)